# 비고 요한센
비고 요한센(덴마크어: Viggo Johansen, 1851년 1월 3일~1935년 12월 18일)은 덴마크의 화가이며 매년 여름 윌란반도 북부에서 모이던 스카겐 화가단의 활발한 회원이었다. 그는 1890년대 덴마크의 가장 유명한 화가 중 한 명이었다.

## 유년 시절
1851년 코펜하겐에서 태어난 요한센은 어린 시절부터 그림 그리는 재능이 있었고, 화가 빌헬름 마르스트란도 그의 재능을 인정했다. 요한센은 1868년부터 1875년까지 덴마크 왕립 미술 아카데미에서 인물화를 전공하였지만 졸업 시험에 합격하지 못했다.

## 경력
그의 대표적인 초기 작품은 Et Maaltid와 Nabokonens Besøg로, 1872년과 1876년 사이 호른베크에서 그림을 그렸다.
그는 1875년에 동기였던 카를 마센과 미카엘 앙케르의 권유로 스카겐 화가단에 처음 들어가게 되었다.

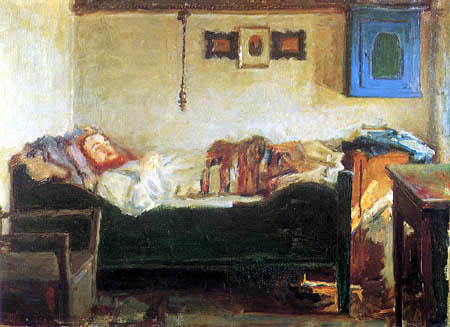
《아픈 크리스티안 빈슬레프》(Christian Bindslev er syg, 1899년

요한센은 1885년부터 파리에서 작품을 전시했는데, 그곳에서 클로드 모네의 영감을 받았다. 특히 다른 스카겐 화가 중 한 명인 크리스티안 크로그의 영향을 보여주는 1889년에 그린 그림 《아픈 크리스티안 빈슬레프》(Christian Bindslev er syg)에서 모네에게서 영감을 받은 듯한 색채 사용이 두드러진다. 파리에서 돌아온 후 그의 그림은 더 밝은 톤을 띠기 시작했다. 그는 프랑스 예술가들의 작품에서 검정색이 없다는 점을 알아차리고 자신의 초기 작품이 비교적 어둡다고 생각했다. 그럼에도 불구하고 요한센은 특히 그의 실내 작품에서 절제된 조명 효과로 기억되고 있는데, 1886년에 그린 《저녁 대화》(Aftenpassiar), 1891년에 그린 《메리 크리스마스》(Glade jul), 1899년의 《예술가의 집에서의 저녁 모임》(Aftenselskab i kunstnerens hjem) 등이 있다. 이들 그림은 대부분 파리를 방문한 후에 그렸다. 그는 또한 스카겐, 티스빌데, 그리고 어린 시절의 고향인 코펜하겐 외곽의 항구 드라괴르에서 풍경화와 정물화, 초상화도 그렸다. 1891년 화가 페데르 세베린 크뢰위에르와의 사이가 틀어진 후 요한센과 앙케르 가문(Anchers)과의 관계는 껄끄러워지게 되었고 요한센과 그의 가족은 몇 년 동안 스카겐을 방문하지 않았다.

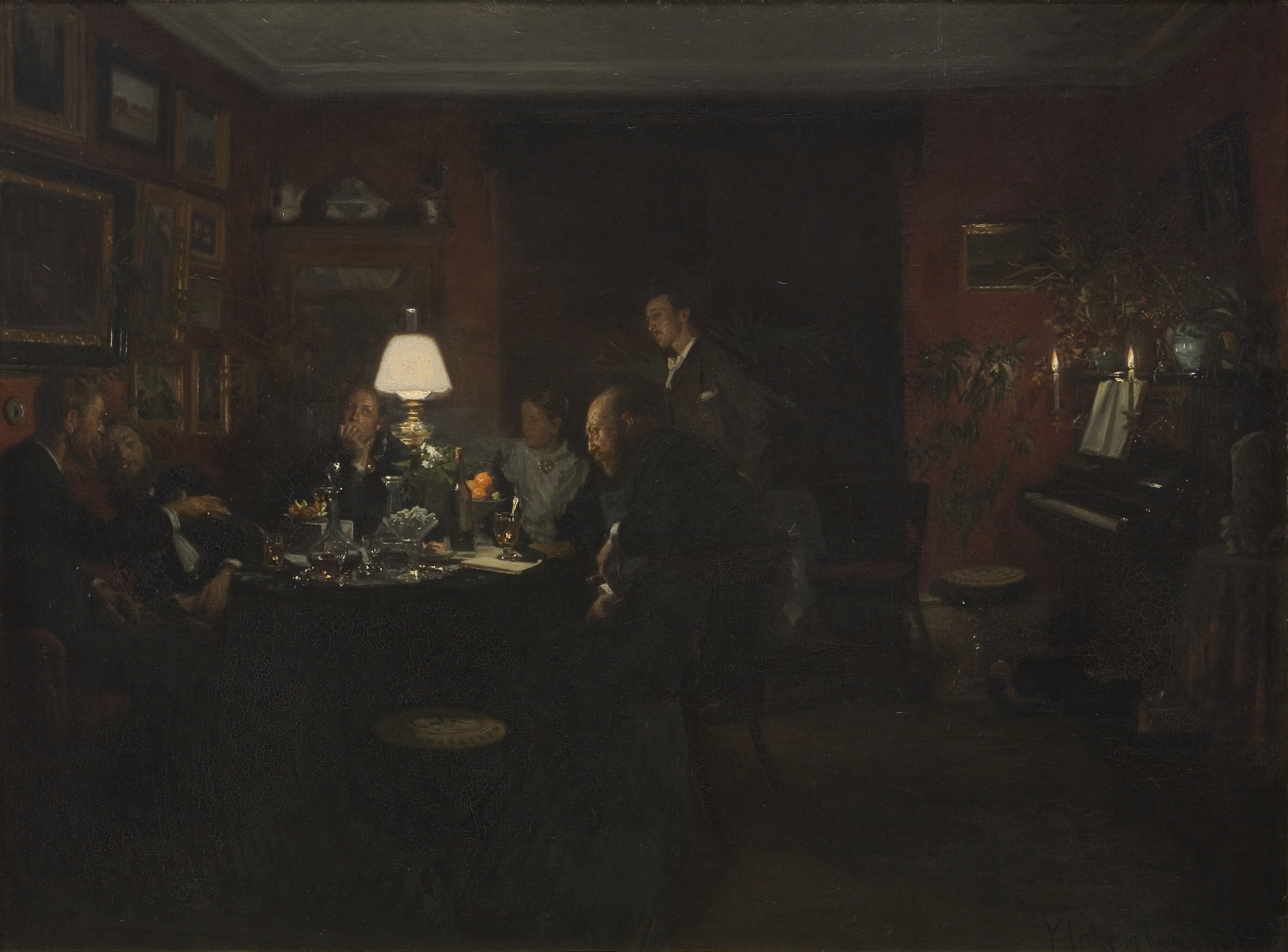
《저녁 대화》(Aftenpassiar), 1886년, 덴마크 국립미술관 소장, 페데르 세베린 크뢰위에르, 카를 마센, 토르발 빈데스뵐, 율리우스 파울센 등 덴마크의 예술가들이 그려졌다.

요한센은 1888년부터 1906년까지 예술가 아카데미 여성학교에서 그림을 가르쳤다. 그는 1920년까지 그곳에서 교수로 재직했으며 한동안 학교의 이사로 활동하기도 했다.

## 사생활

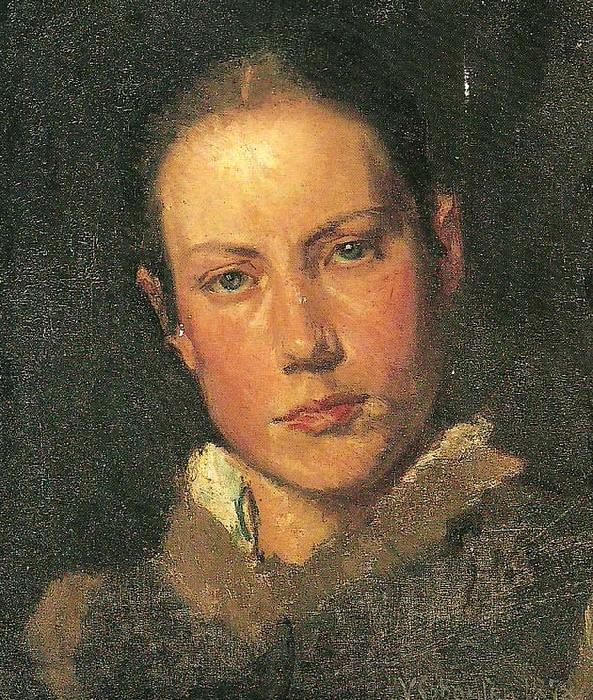
비고 요한센이 그린 마사 묄레르의 초상화, 1890년경

스카겐에서 그는 그림만큼이나 호텔 피아노로 모차르트의 곡을 연주하거나 교회 오르간으로 글루크의 곡을 연주하는 데에도 관심을 보였다고 한다. 그는 1880년 스카겐 화가 아나 앙케르의 사촌 마사 묄레르(Martha Møller)와 결혼했다. 마사는 종종 요한센의 그림 모델로 그려지기도 했는데, 대표적으로 아나 앙케르의 그림 《주방의 소녀》(The Girl in the Kitchen)에서 영감을 받아 비슷한 구성으로 그린 1884년 작, 《주방 내부》(Køkkeninteriør)와 사진을 일부 참고하여 그린 1885년 작 《침실의 장면》(Sovekammerscene)과 1888년 작 《아이들 씻기기》(Børnene vaskes)가 있다.

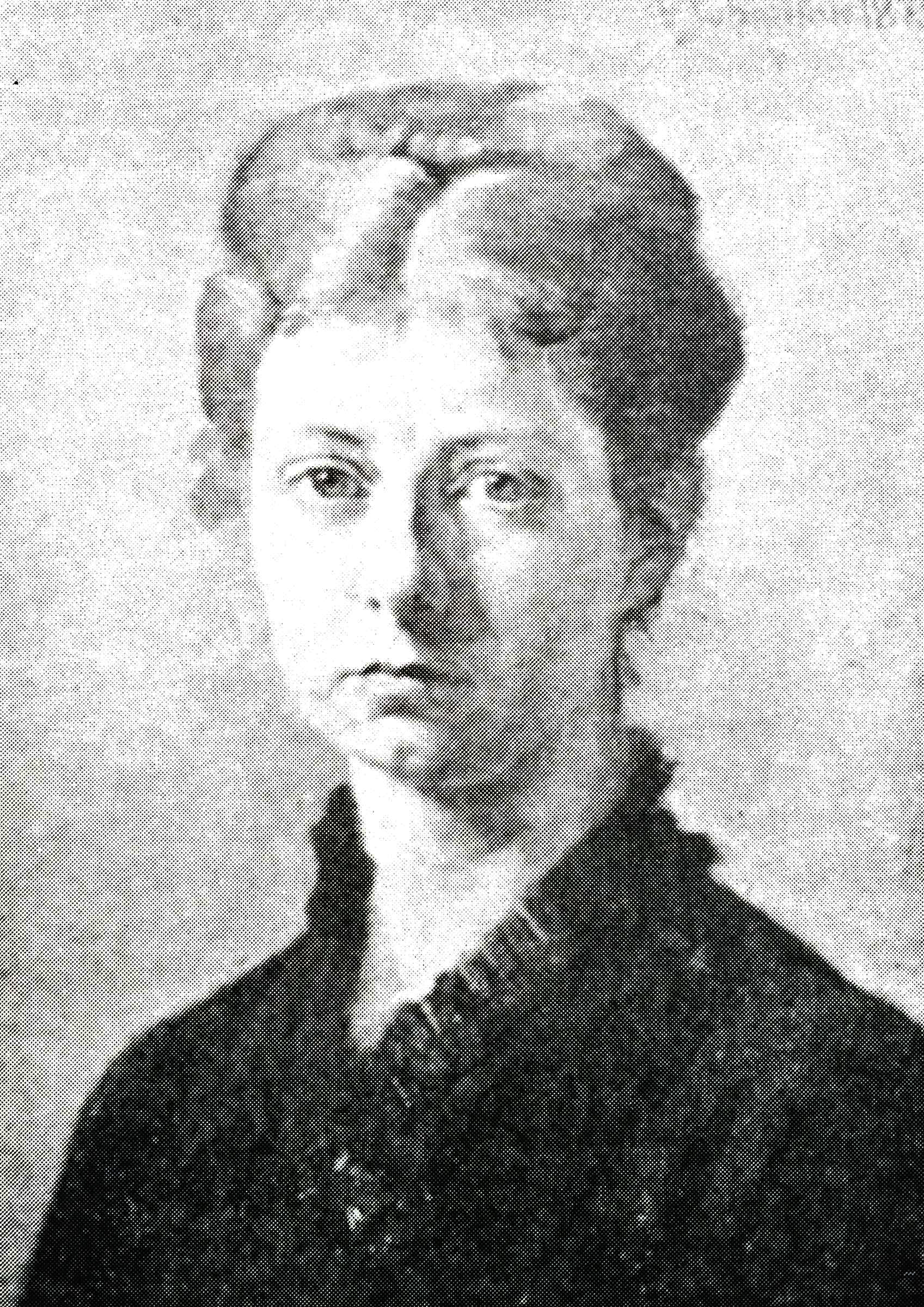
비고 요한센이 그린 헬가 요한센의 초상화, 1900년

요한센의 여동생 헬가 요한센은 소설가였다. 비고 요한센의 딸 엘렌도 화가였으며 그녀는 화가 요하네스 오테센(Johannes Ottesen)과 결혼했다.

## 수상
1886년 요한센은 《저녁 대화》(Aftenpassiar)라는 그림으로 토르발센 훈장을 수상했다. 1889년 파리 만국 박람회에서 많은 스카겐 화가들이 상을 받았는데, 요한센은 Børnene vaskes로 금메달을 획득했다.

## 작품

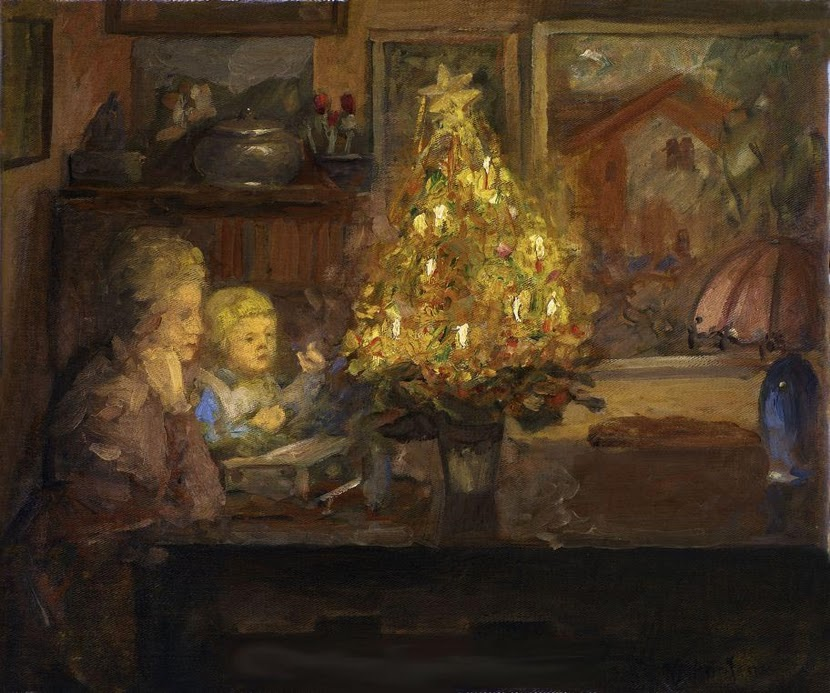
《크리스마스 이야기》(A Christmas Story)
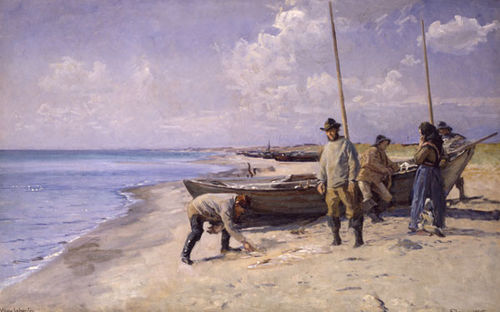
《수확 분할》, 1885년
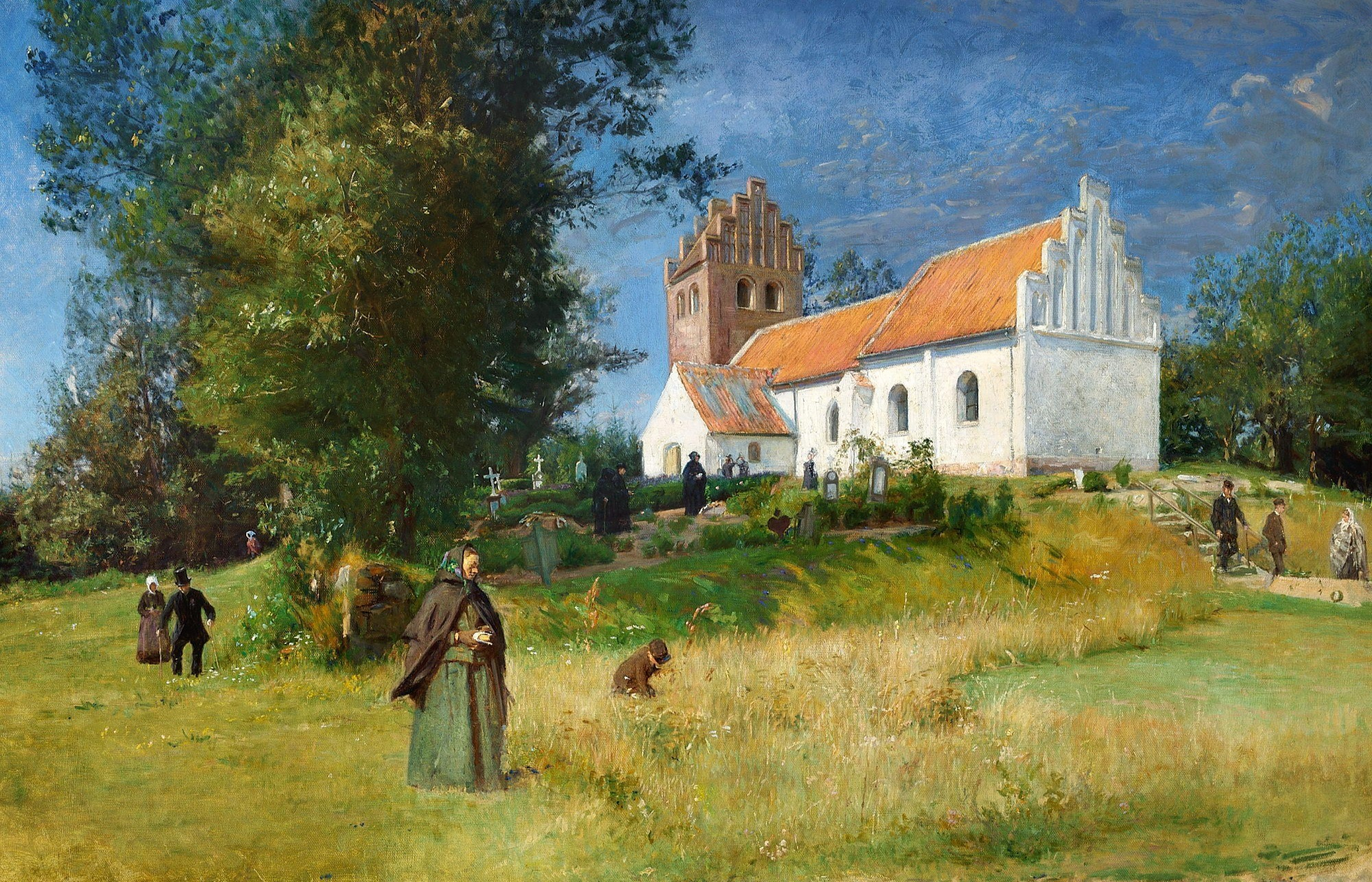
《티비르케 교회》, 1886년
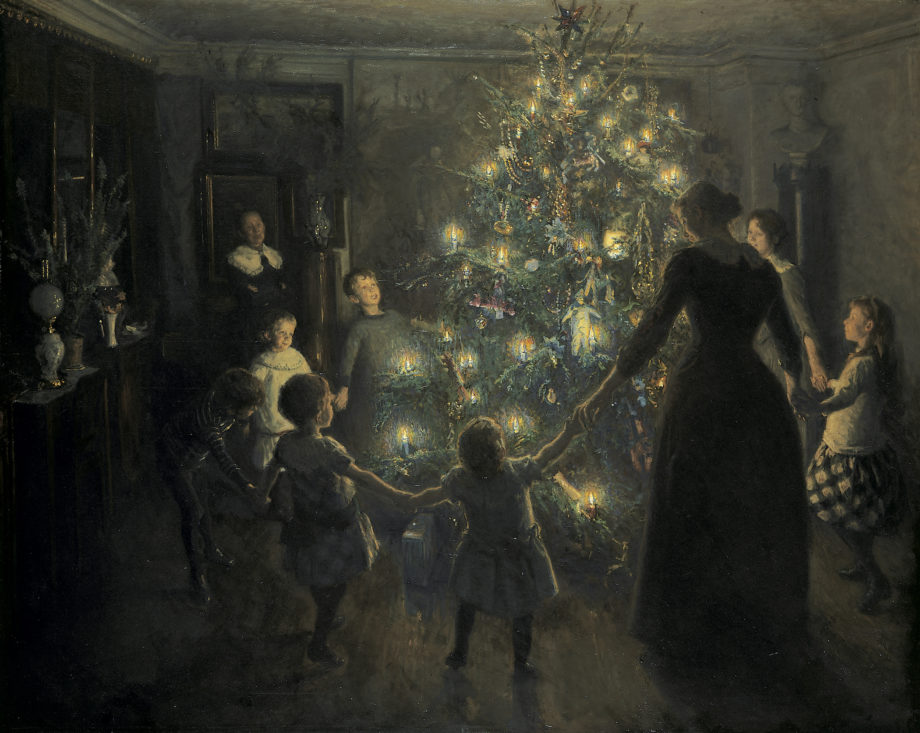
《메리 크리스마스》, 1891년
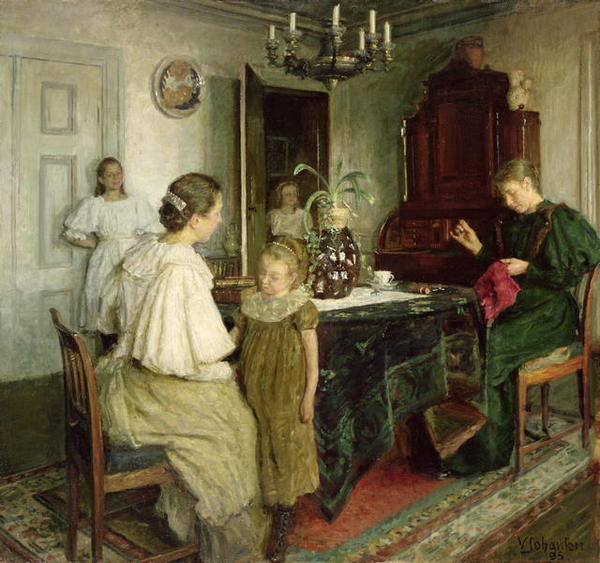
《화가의 가족》, 1895년, 함부르크 미술관
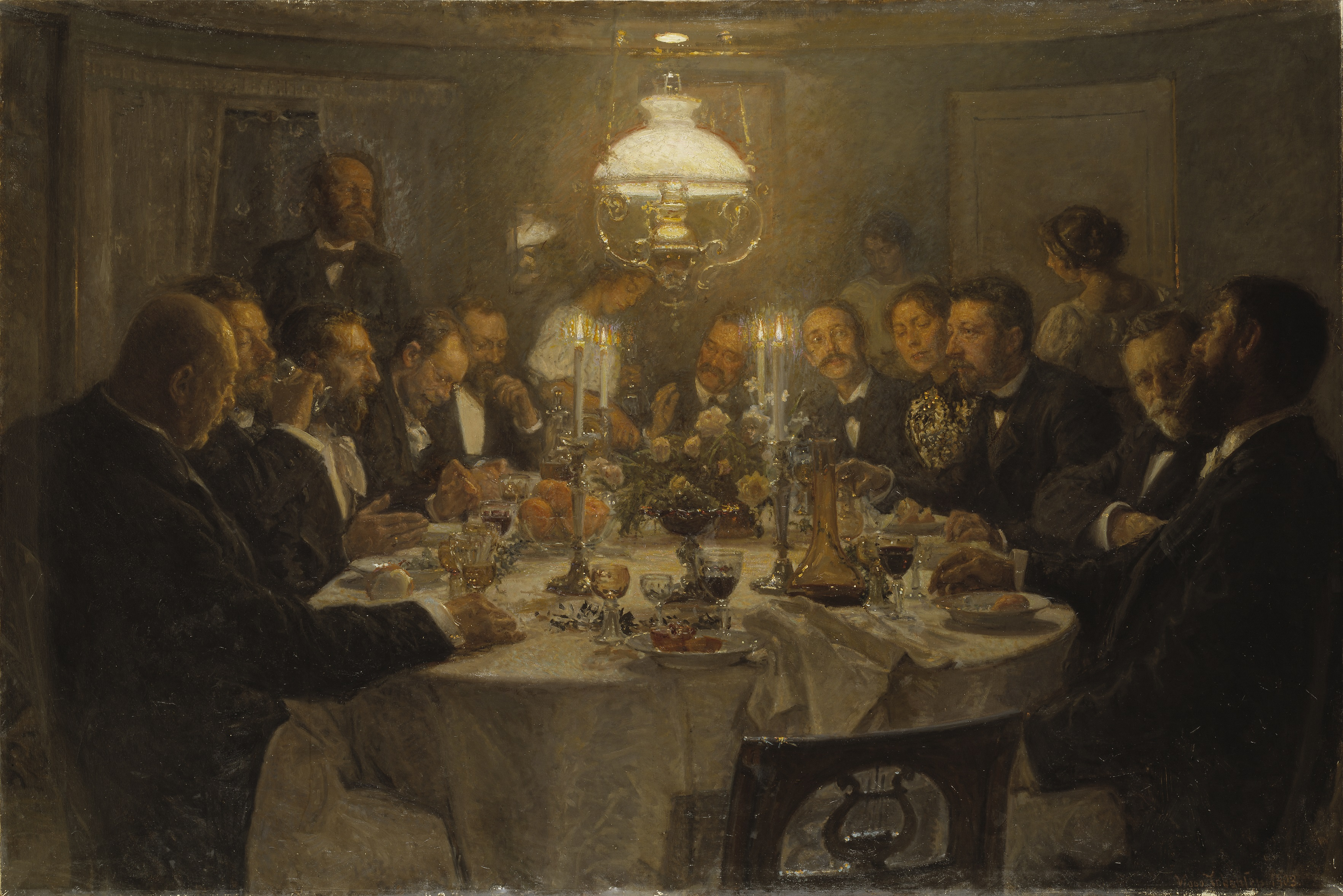
《예술가들의 모임》, 1903년, 스웨덴 국립미술관
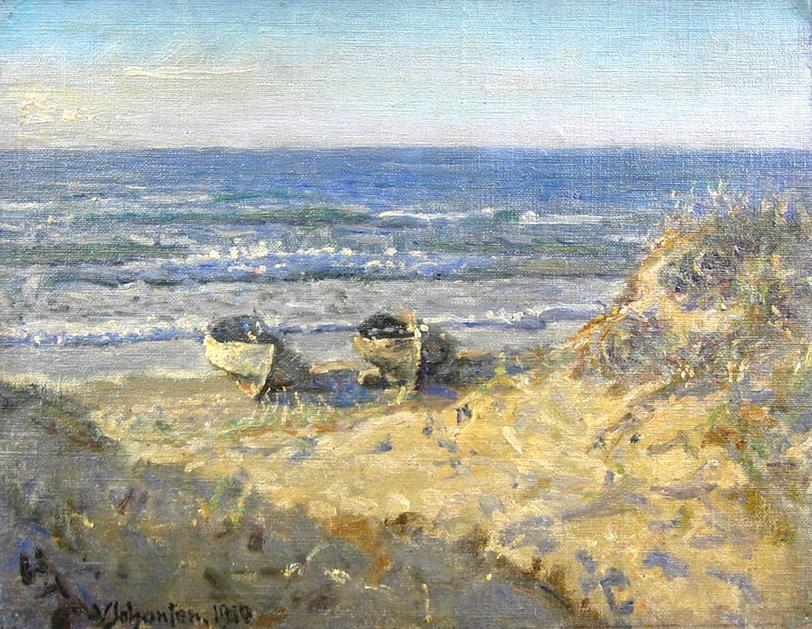
《스카겐 남쪽 해안의 보트》, 1910년